# 矢倉早囲い
- 将棋 > 囲い > 矢倉囲い > 矢倉早囲い
- 将棋 > 将棋の戦法 > 居飛車 > 矢倉 > 矢倉早囲い

| 9  | 8  | 7  | 6  | 5  | 4  | 3  | 2  | 1  |    |
| 香 | 桂 |    |    |    | 王 |    | 桂 | 香 | 一 |
|    | 飛 |    | 銀 | 金 |    | 金 |    |    | 二 |
| 歩 |    |    | 歩 |    |    | 銀 | 歩 | 歩 | 三 |
|    | 歩 | 歩 | 角 | 歩 | 歩 | 歩 |    |    | 四 |
|    |    |    |    |    |    |    |    |    | 五 |
|    |    | 歩 | 歩 | 歩 |    | 歩 | 歩 |    | 六 |
| 歩 | 歩 | 銀 | 金 |    | 歩 | 銀 |    | 歩 | 七 |
|    |    | 玉 |    |    |    |    | 飛 |    | 八 |
| 香 | 桂 | 角 | 金 |    |    |    | 桂 | 香 | 九 |

矢倉早囲いは将棋の戦法の1つ。相矢倉の一分野で、玉を囲うのに必要な手数を省略して手得を狙う作戦。また、作戦に用いる手順や囲いを指すこともある。

## 概要
通常矢倉囲いにするには、（先手番の場合）8八の角を7九〜6八へと2手かけて移動して玉の入城ルートを開け、玉を6九〜7九〜8八と動かす。そこで、玉の移動ルートを6八〜7八〜8八とすれば、7九の地点を介さないので、角の移動は▲7九角の一手で済む。後手番でも用いることができ、田中寅彦が実際に用いた。
角の移動を一手省略し手得で（角の位置が7九か6八かの差があるため、純粋なものではないがそれに近い）作戦勝ちを狙う。しかし、玉が二段目を移動することでデメリットがある。▲7七銀と銀を移動する手を急がなければならないこと（中央が薄くなる）、▲7八金と締まる手を後回しにしなければならないこと、玉が二段目を通るので相手の攻めによる当たりが強いことなどである。総じて囲いきるまでは玉が不安定になりやすく、それを突いて急戦矢倉、特に米長流急戦矢倉にされた場合に陣形をまとめるのが容易でない。昭和50年代後半特に飛車先不突矢倉の雀刺し型相手に角を端に利かせたまま囲いが組めるため隆盛したが、急戦策を警戒して衰退した。

## 藤井流早囲い(藤井矢倉)
| 9  | 8  | 7  | 6  | 5  | 4  | 3  | 2  | 1  |    |
| 香 | 桂 |    |    |    |    |    | 桂 | 香 | 一 |
|    | 飛 |    |    |    |    | 金 | 王 |    | 二 |
| 歩 |    | 銀 | 歩 |    | 金 | 銀 | 歩 | 歩 | 三 |
|    |    | 歩 | 角 | 歩 | 歩 | 歩 |    |    | 四 |
|    | 歩 |    |    |    |    |    | 歩 |    | 五 |
|    |    | 歩 | 歩 | 歩 | 角 | 歩 | 銀 |    | 六 |
| 歩 | 歩 | 銀 | 金 |    | 歩 |    |    | 歩 | 七 |
|    |    | 玉 | 金 |    |    |    | 飛 |    | 八 |
| 香 | 桂 |    |    |    |    |    | 桂 | 香 | 九 |

先手番限定ではあるものの、プロ棋戦で第一線を退いていた早囲いを復活させたのは振り飛車党の藤井猛であった。藤井は早囲いの天敵である急戦矢倉を封じるために、当時の主流であった飛車先を突く手を保留する思想（飛先不突矢倉）に反して▲2六歩を早めに突いて▲2五歩を見せる古い手順に回帰。後手に△3三銀や△5二金を指させて急戦矢倉にしにくくさせる。また、玉の移動よりも▲3六歩〜▲3七銀の活用を急いで様子を見、後手が急戦に来るかを見極める。玉は8八まで囲うとは限らず7八で留めておき、（▲3七銀に対する部分的な定跡である）△6四角（角の睨みで先手の攻撃陣を牽制する狙い）に対して藤井流はここで▲4六角として脇システム調の構えを見せる。角交換が起こりやすい形にし、通常の金矢倉ではなく片矢倉（天野矢倉）に組む。これは金矢倉より8筋からの攻めに弱いが、角の打ち込みのスキが少なく囲うのに必要な手数も1手少ない。得した一手は1筋か9筋の端歩に使うことが多い。
角交換の起こりやすい脇システムと片矢倉の組み合わせは斬新かつ優秀で（藤井はこの戦法は早囲いというよりも、天野矢倉と脇システムのハイブリッドと言った方が適切だとしている）、佐藤康光や阿部健治郎に用いられ、3七銀戦法、森下システムと並んで、先手矢倉の有力な戦術として認知されるに至った。
しかし、藤井流に対してもやはり急戦矢倉が優秀であることが明らかになる。藤井流は飛車先を早めに突くが、急戦を完全には封じられず、米長流急戦矢倉や矢倉中飛車を応用した急戦策が対策として指されており、主流戦法とは言いがたかった。
その後、2014年の朝日杯将棋オープン戦では3局出現し、いずれも勝利。また、2015年の第73期名人戦で、挑戦者の行方尚史が第1局・第5局で採用。行方はその後の第74期順位戦A級第7回戦でも採用、勝利した。さらに、第65期王将戦でも郷田真隆王将が採用し勝利した。
従来の相矢倉における先手番の有力戦法であった4六銀・3七桂型において、▲4六銀に対して△4五歩と反発された場合の対策が見つからないことから、特に先手が有利になるわけではなく、後手も柔軟に指せるものの、若手の矢倉党などの間で実戦例が急増している。